# Coalbrookdale by Night
Coalbrookdale by Night (deutsch: Coalbrookdale bei Nacht) ist ein Ölgemälde von Phillipp Jakob Loutherbourg dem Jüngeren aus dem Jahre 1801. Es ist 68 Zentimeter hoch und 107 Zentimeter breit, heute befindet sich das Gemälde im Science Museum in London. Coalbrookdale by Night zeigt die Bedlam-Öfen in Coalbrookdale in Shropshire. Es ist zu einem ikonischen Symbol der industriellen Revolution in England geworden. Das Gemälde basiert auf Skizzen, die Loutherbourg auf zwei Reisen von Shropshire nach Wales in den Jahren 1786 und 1800 auf denen er verschiedene Industrieanlagen besichtigte, anfertigte.

## Beschreibung
Auf der linken Seite des Gemäldes stehen viele Cottages, auf der rechten Seite sind Öfen, eine Schmiede und eine Schreinerei zu sehen. Neben den Öfen befinden sich offene Koksherde, die lebhafte Flammen und Rauch abgeben. Im Vordergrund liegen links und rechts einige Eisenrohre und andere Gussteile, außerdem ein Dampfmaschinenzylinder, herum. Im mittigen Vordergrund befindet sich ein Weg, über den zwei Pferde einen mit Holz beladenen Karren ziehen.